# Стахович, Александр Александрович (1830)
Алекса́ндр Алекса́ндрович Стахо́вич (1830—1913) — шталмейстер Двора Его Императорского Величества. Один из крупных коннозаводчиков в России — член общества Императорского коннозаводства. Мемуарист.

## Биография
Родился 11 (23) июля 1830 года в семье полтавского помещика и артиллериста капитана Александра Ивановича Стаховича.
После окончания Николаевского кавалерийского училища служил лейб-гусаром. На одном из смотров на Марсовом поле ехал на белой породистой лошади Лермонтова. В отставку вышел в 1871 году.
Будучи прекрасным чтецом и страстным театралом, читал Н. В. Гоголю его «Женитьбу» и «Ревизора», дружил с М. С. Щепкиным. Более 50 лет находился в дружбе и семейном общении с Л. Н. Толстым, постоянно посещал Ясную Поляну начиная с 1856 года, когда ему был подарен Толстым экземпляр «Военных рассказов» с подписью: «Любезному и истинно симпатичному А. А. Стаховичу. От автора (надпись с любезностью). Ясная Поляна». После гибели брата Стахович передал Толстому по его просьбе сюжет повести «Холстомер», задуманный М. А. Стаховичем, о чём Толстой сообщил при её издании (1886): «Посвящается памяти М. А. Стаховича. Сюжет был задуман М. А. Стаховичем, автором „Ночного“ и „Наездники“, и передан автору А. А. Стаховичем».
Систематически, на протяжении многих десятилетий изучая русскую сцену, Стахович стал редкостным знатоком театра и автором подробных записок о театральном мире: «Клочки воспоминаний». В «Клочках воспоминаний» автор большое внимание уделил пьесам старшего брата в связи с их постановками, начиная с первых проб самого автора в исполнении елецкими любителями, а затем знаменитыми русскими актёрами в Ельце, Воронеже, Петербурге и Москве. Стаховичу принадлежит замечательное наблюдение над «Игроками» Гоголя: в образах лицедеев Криницына, Мурзафейкина и Утешительного Гоголь подчеркнул «общую способность русских людей вообще передразнивать. Покажите только русскому человеку немецкую штуку, он сейчас сделает такую же и даже лучше, чем изобретатель. Подражательность — первая степень актёрской способности, которая так развита во всех слоях русского общества».
Под впечатлением артистического чтения Стаховичем пьес Гоголя, Островского в Ясной Поляне в октябре 1886 года Толстой в три недели написал «Власть тьмы», о чём сказал ему: «Вашим чтением вы расшевелили меня. После вас я написал драму… Или я давно не писал для театра. Или действительно вышло чудо, чудо!». Однажды, в Эрмитажном спектакле с участием великих князей и в присутствии самого Александра III он с блеском исполнил заглавную роль в «Царе Борисе» А. Толстого.
А. А. Стахович был одним из первых русских коннозаводчиков; состоял членом совета Главного управления Государственного коннозаводства, работал в различных комиссиях при Главном управлении. Редактировал одно время рысистый студ-бук и, наконец, выступал со своими статьями по ряду вопросов в различных коннозаводско-спортивных изданиях. На Паленском конном заводе, известном всей России, выводили орловских рысаков и чистокровных английских скакунов. Для окрестных крестьян была построена в Пальне школа, больница и родильный дом. В своем имении Стахович, поклонник Пушкина и друг Гоголя, поставил в парке памятник А. С. Пушкину: бюст на гранитном пьедестале. В революцию 1917 года памятник Пушкину был уничтожен, но к 200-летию поэта правнуки А. А. Стаховича восстановили его (скульптор — Н. А. Кравченко). В настоящее время памятник, открытый в мае 2000 года, установлен возле паленской школы.
Умер 28 февраля (13 марта) 1913 года; 1 марта 1913 года газета «Новое время» сообщила (Архивная копия от 11 мая 2013 на Wayback Machine) о кончине члена Государственного Совета князя Н. С. Долгорукого и шталмейстера А. А. Стаховича.

## Семья

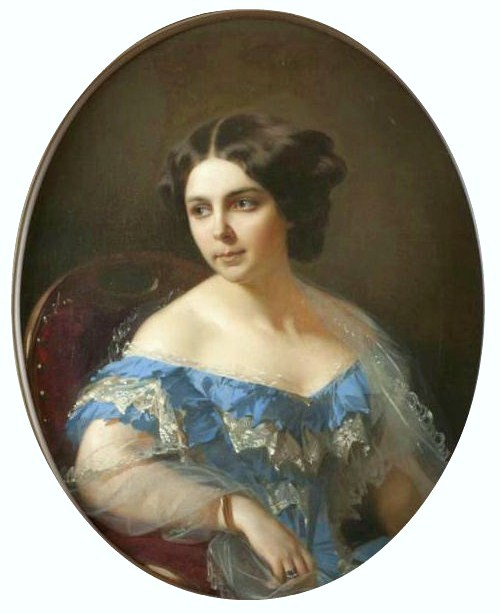
Ольга Павловна Стахович

Жена (с 27 сентября 1853 года) — Ольга Павловна Ушакова (1827—03.04.1902), фрейлина двора (1845), дочь генерала Павла Николаевича Ушакова. По словам внука, в «молодости была очень хороша собой. Была первым лицом в доме. Воспитав и выведя в люди всех своих многочисленных детей, она сохраняла среди них такой авторитет, что ещё в мое время немолодые дяди и тёти ходили на цыпочках, когда бабушка после обеда изволила почивать». Скончалась 3 апреля 1902 года в Петербурге от кровоизлияния мозга. Похоронена в семейном склепе села Пальна Орловской губернии. Их дети:
- Надежда (1854—1919), в замужестве за Николаем Александровичем Огарёвым. В 1892 году она открыла в имении Стаховичей частную школу кружевниц: мастеров кружевного дела и художников. Будущие учителя Паленской школы, из местных способных кружевниц, были заранее посланы на учёбу в Санкт-Петербург — в Мариинскую практическую школу С. А. Давыдовой[12].
- Алексей (1856—1919) — генерал-майор, актёр театра и кино.
- Александр (1858—1915) — русский политический деятель.
- Ольга (1859—1904) — в замужестве с 24 августа 1886 г. (г. Елец) за Константином Николаевичем Рыдзевским[13].
- Михаил (1861—1923) — русский политический деятель, дипломат и поэт.
- Софья (1862—1942) — фрейлина, близкая знакомая семьи Л. Н. Толстого.
- Павел (1865—1917) — кавалергард, генерал-лейтенант, главноуправляющий Государственным коннозаводством.
- Мария (1866—1923)
- Пётр (1868[14]—1869)